# Franzobel
Franzobel właściwie Stefan Griebl (ur. 1 marca 1967 w Vöcklabruck, Austria) – pisarz austriacki.

## Dzieła

### Książki
- Der Wimmerldrucker, 1990.
- Thesaurus. Ein Gleiches, 1992.
- Das öffentliche Ärgernis, 1993.
- Überin. Die Gosche, 1993.
- Masche und Scham. Die Germanistenfalle - Eine Durchführung & Das öffentliche Ärgernis
- Die Musenpresse, 1994.
- Elle und Speiche. Modelle der Liebe, 1994.
- Ranken, 1994.
- Hundshirn, 1995.
- Die Krautflut, 1995.
- Schinkensünden. Ein Katalog, 1996.
- Unter Binsen, 1996.
- Linz. Eine Obsession, 1996.
- Der Trottelkongreß. Commedia dell'pape. Ein minimalistischer Heimatroman, 1998.
- m. T. mit Klangwerkstatt Berlin 1998.
- Böselkraut und Ferdinand, 1998.
- Das öffentliche Ärgernis. Proklitikon. & Masche und Scham. Die Germanistenfalle - eine Durchführung, 1998.
- Met ana oanders schwoarzn Tintn. Dulli-Dialektgedichte
- Scala Santa oder Josefine Wurznbachers Höhepunkt, 2000.
- Best of. Die Highlights., 2001.
- Shooting Star, 2001
- Mayerling. Die österreichische Tragödie, 2002.
- Lusthaus oder Die Schule der Gemeinheit, 2002.
- Mundial. Gebete an den Fußballgott, 2002.
- Austrian Psycho oder Der Rabiat Hödlmoser. Ein Trashroman in memoriam Franz Fuchs, 2002.
- Luna Park. Vergnügungsgedichte, 2003.
- Das Fest der Steine oder Die Wunderkammer der Exzentrik, 2005.

### Sztuki teatralne
- 1996 "Das Beuschelgeflecht"
- 1997 "Franz Kafka. Eine Komödie" – polskie wydanie: "Kafka. Komedia", przeł. Sława Lisiecka, Księgarnia Akademicka, Kraków 2000
- 1998 "Paradies"
- 1998 "Nathans Dackel oder Die Geradebiegung der Ring-Parabel. Eine Lessingvollstreckung"
- 1998 "Bibapoh"
- 1999 "Phettberg. Eine Hermes-Tragödie"
- 1999 "Der Ficus spricht. Minidrama für A, B, einen Volkssänger, ein Blumenmädchen und einen Gummibaum"
- 1999 "Volksoper"
- 2000 "Olympia. Eine Kärntner Zauberposse samt Striptease"
- 2003 "Black Jack"
- 2004 "Flugangst"
- 2005 "Hunt oder der totale Februar"
- 2005 "Wir wollen den Messias jetzt oder die beschleunigte Familie"